# Élections législatives de 1938 au Siam
Des élections législatives se sont tenues au Siam le 12 novembre 1938. Il n'y a alors pas de parti politique, mais seulement des candidats indépendants. Le taux de participation est de 35,0 %, soit 2 210 332 votes.